# جاده ۴ ایالات متحده آمریکا
جاده ۴ ایالات متحده آمریکا (انگلیسی: U.S. Route 4) یکی از بزرگراه‌های ایالات متحده آمریکا است که به طول ۴۰۶ کیلومتر از ایست گرینبوش، نیویورک شروع و در پرتسموث، نیوهمپشایر به پایان می‌رسد.

## نگارخانه

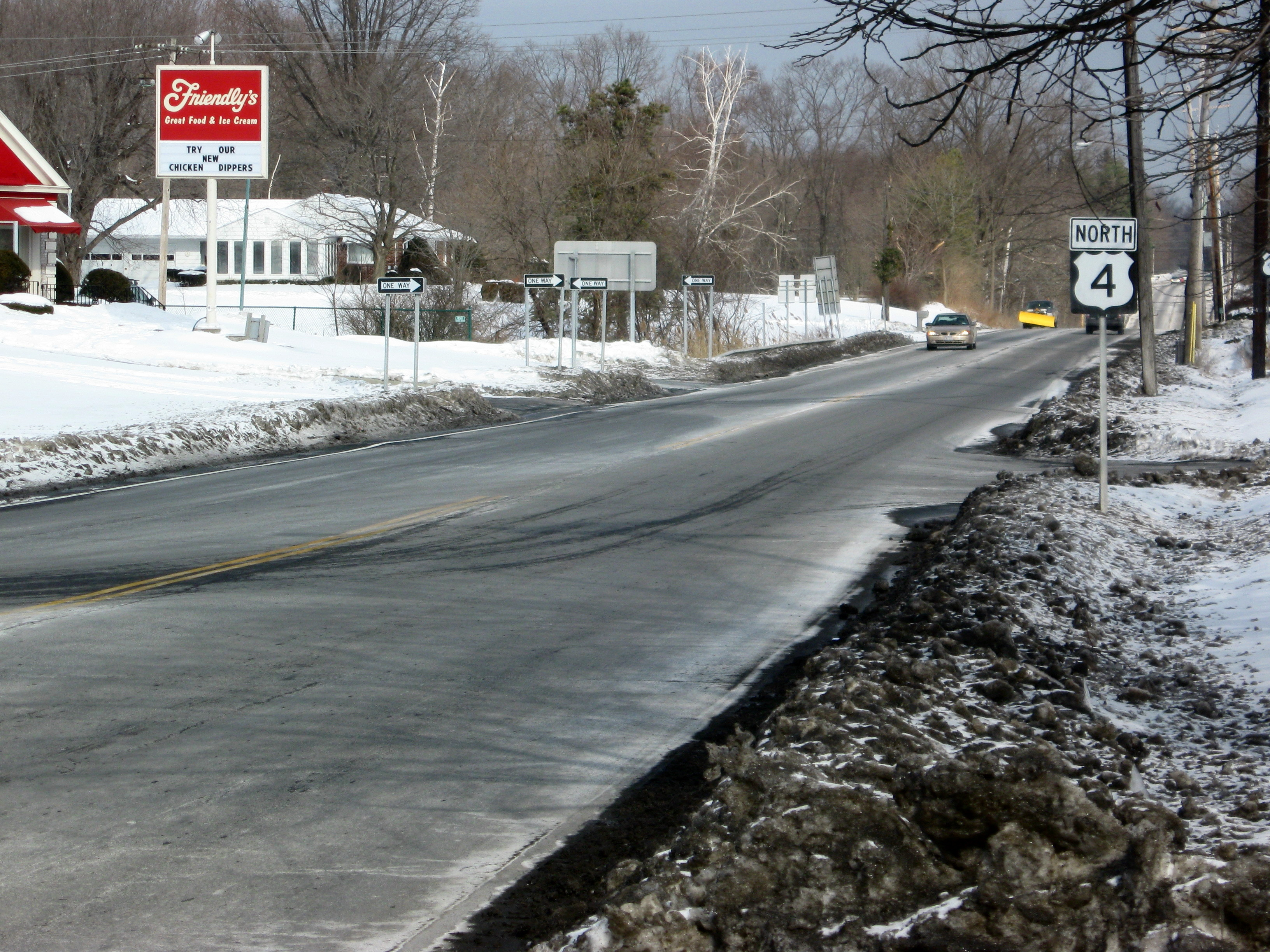
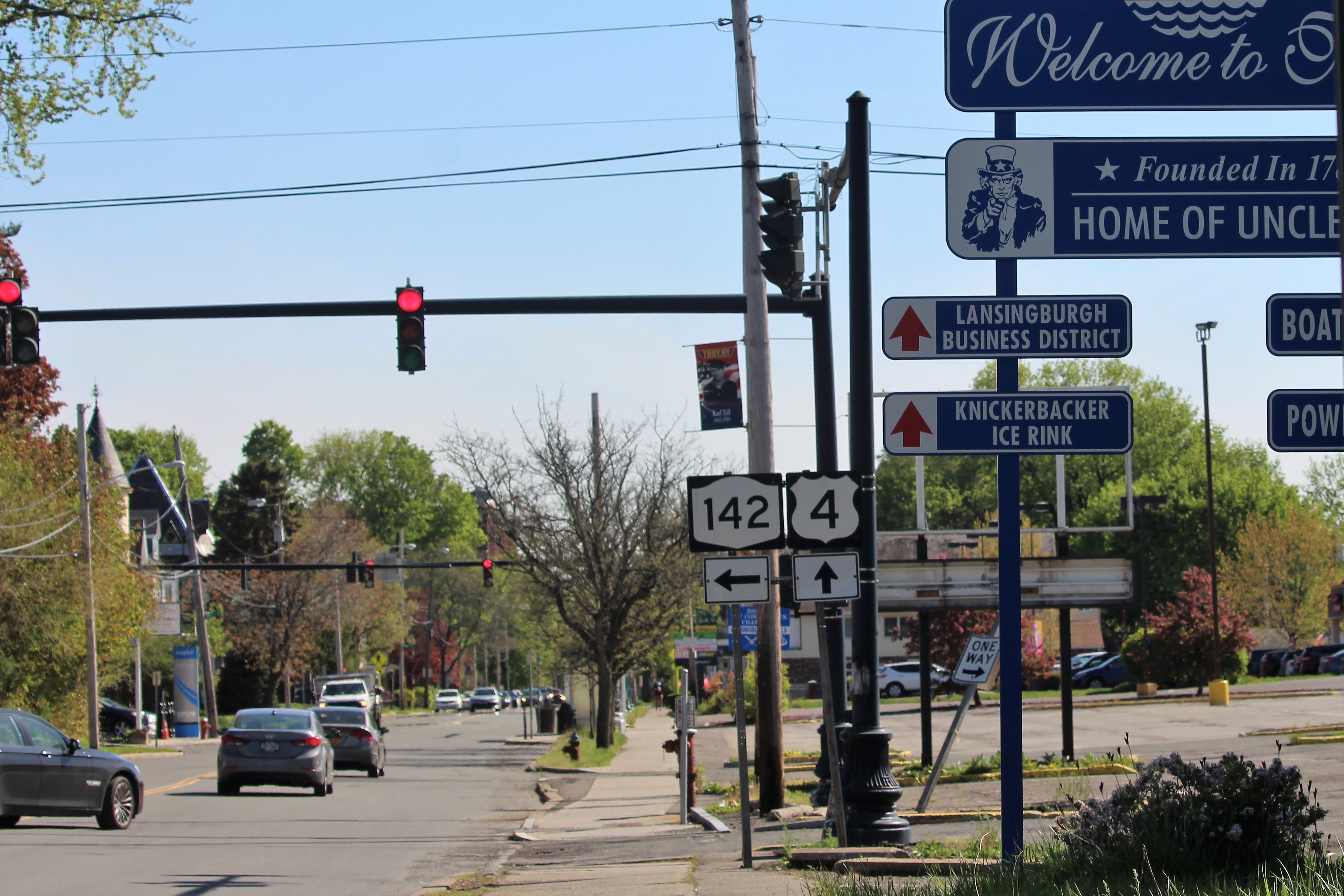
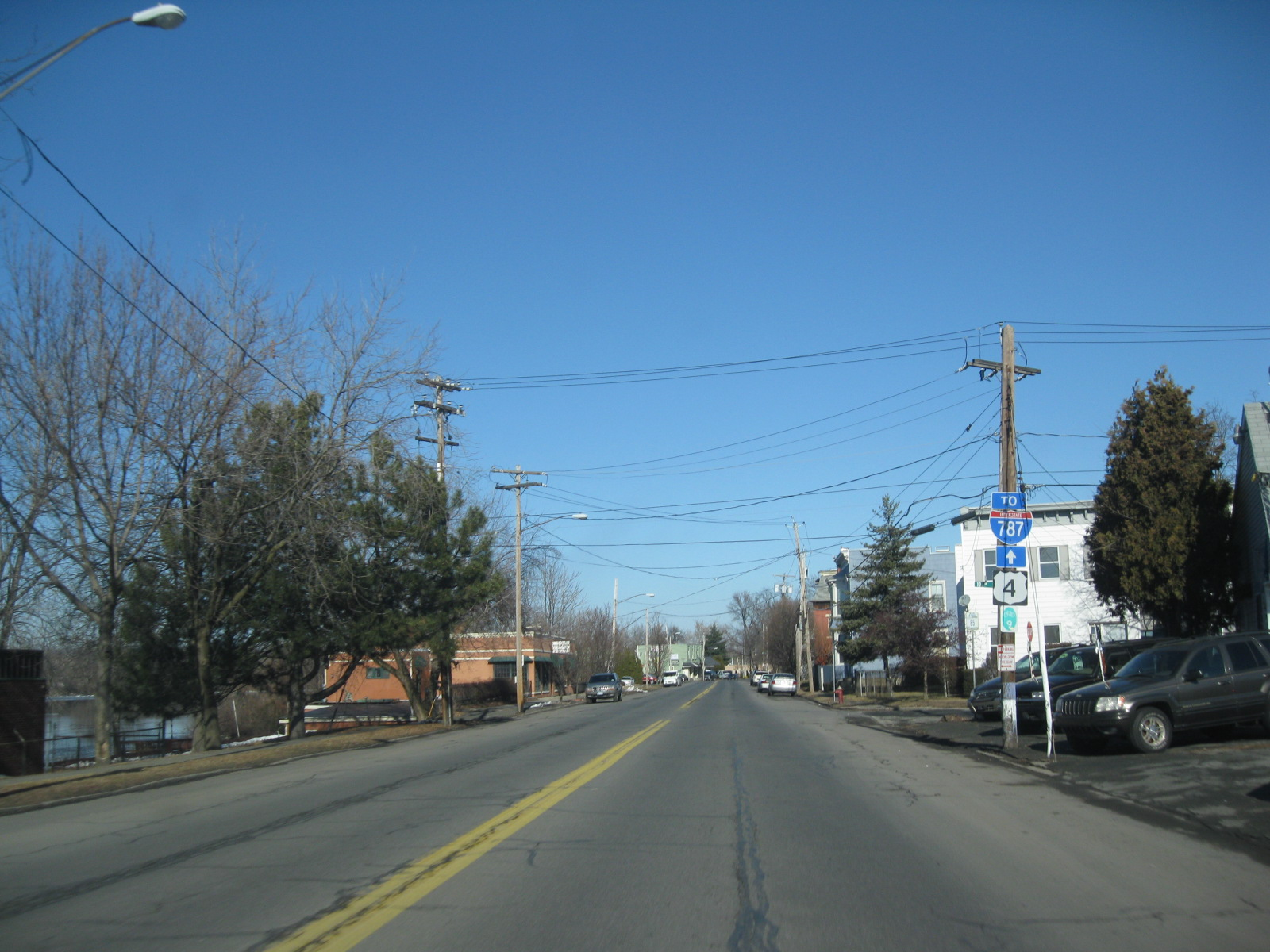
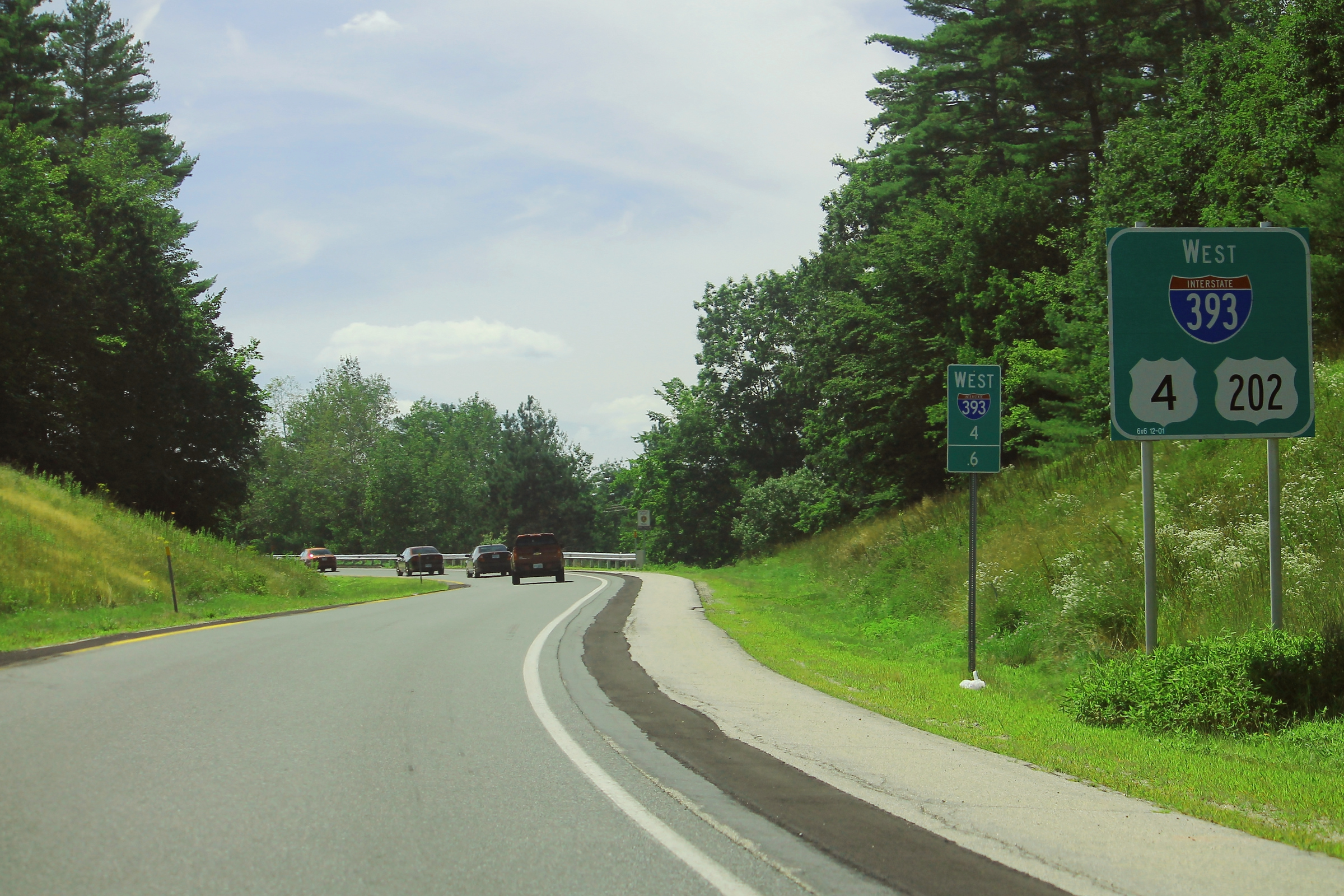